# Liste der Monuments historiques in Bernay-Saint-Martin
Die Liste der Monuments historiques in Bernay-Saint-Martin führt die Monuments historiques in der französischen Gemeinde Bernay-Saint-Martin auf.

## Liste der Bauwerke
| Bezeichnung       | Beschreibung              | Standort | Kennzeichnung | Schutzstatus | Datum | Bild           |
| ----------------- | ------------------------- | -------- | ------------- | ------------ | ----- | -------------- |
| Kirche St-Nazaire | Erbaut im 12. Jahrhundert | (Lage)   | PA00104616    | Inscrit      | 1949  | weitere Bilder |

## Liste der Objekte
- Monuments historiques (Objekte) in Bernay-Saint-Martin in der Base Palissy des französischen Kultusministeriums